# Deadfall (película de 1993)
Deadfall (Caída mortal en Argentina y El riesgo del vértigo en España) es una película estadounidense dirigida en 1993 por Christopher Coppola.

## Argumento
Joe Donan (Michael Biehn) pertenece a una banda de timadores profesionales dirigida por su padre Mike (James Coburn). Durante uno de sus golpes, en que simulan una venta de drogas por valor de 50.000$ para quedarse con el dinero, algo sale mal y en un tiroteo que tendría que ser ficticio Mike resulta mortalmente herido. Antes de morir, le dice a su hijo Joe que vaya a ver a su tío Lou y que le arrebate el pastel.
Joe se desplaza a Los Ángeles y entra en la organización de su tío Lou (James Coburn), también timador. Tras desplazar de su puesto al lugarteniente de su tío, Eddie King (Nicolas Cage), Joe es aceptado en un golpe millonario que su tío se trae entre manos.
Pero entre timadores, las apariencias nunca tienen nada que ver con la realidad.

## Reparto
- Michael Biehn como Joe Donan.
- Sarah Trigger como Diane.
- Nicolas Cage como Eddie King.
- James Coburn como Mike Donan / Lou Donan.
- Peter Fonda como Pete.
- Charlie Sheen como Morgan "Fats" Gripp.
- Talia Shire como Sam.
- Micky Dolenz como Bart.

## Estreno e influencias
El filme fue estrenado el 8 de octubre de 1993. En esta película intervienen miembros de algunas de las familias más influyentes de Hollywood: los Coppola (Christopher Coppola, Nicolas Cage, Talia Shire, Marc Coppola), los Fonda (Peter Fonda) y los Sheen (Charlie Sheen, Renée Estévez).
En 2017, se estrenó la película Arsenal dirigida por Steven C. Miller, en que aparece Nicolas Cage interpretando el mismo personaje que en Deadfall. También tiene un papel en ella el director Christopher Coppola.
En 1997, la banda de nu metal californiana Snot publicó en su álbum Get Some la canción "Deadfall", con claras referencias a la película.